# Fairport Harbor
Fairport Harbor és una població dels Estats Units a l'estat d'Ohio. Segons el cens del 2000 tenia 3.180 habitants.

## Demografia
Segons el cens del 2000, Fairport Harbor tenia 3.180 habitants, 1.404 habitatges, i 839 famílies. La densitat de població era de 1.180,6 habitants per km².
Dels 1.404 habitatges en un 26,9% hi vivien nens de menys de 18 anys, en un 41,6% hi vivien parelles casades, en un 12,3% dones solteres, i en un 40,2% no eren unitats familiars. En el 34,3% dels habitatges hi vivien persones soles l'11,1% de les quals corresponia a persones de 65 anys o més que vivien soles. El nombre mitjà de persones vivint en cada habitatge era de 2,26 i el nombre mitjà de persones que vivien en cada família era de 2,9.
Per edats la població es repartia de la següent manera: un 23% tenia menys de 18 anys, un 8,8% entre 18 i 24, un 31,4% entre 25 i 44, un 22,1% de 45 a 60 i un 14,7% 65 anys o més.
L'edat mediana era de 37 anys. Per cada 100 dones de 18 o més anys hi havia 95,2 homes.
La renda mediana per habitatge era de 35.205 $ i la renda mediana per família de 45.142 $. Els homes tenien una renda mediana de 31.971 $ mentre que les dones 24.657 $. La renda per capita de la població era de 20.722 $. Aproximadament el 5,9% de les famílies i el 7,4% de la població estaven per davall del llindar de pobresa.

## Poblacions més properes
El següent diagrama mostra les poblacions més properes.